# Alef (Programmiersprache)
Die Programmiersprache Alef wurde als Teil des Betriebssystems Plan 9 von Phil Winterbottom als Angestellter der Forschungs- und Entwicklungsabteilung Bell Labs entworfen.
Bei einer Präsentation im Februar 2000 bemerkte Rob Pike: „… obwohl Alef eine fruchtbare Sprache ist, hat es sich als zu schwierig erwiesen, die Entwicklung einer Variante der Sprache über mehrere Architekturen hinaus aufrechtzuerhalten. Daher haben wir das genommen, was wir von ihr gelernt haben und die Thread-Bibliothek für C erstellt.“

## Beispiel
Dieses Beispiel wurde dem Alef-Sprachreferenzhandbuch entnommen. Der Auszug veranschaulicht die Verwendung des Datentyps Tupel.
```
 
(
int
,
 
byte
*
,
 
byte
)

 
func
()

 
{

  
return
 
(
10
,
 
"hallo"
,
 
’
c
’
);

 
}

 
void

 
main
()

 
{

   
int
 
a
;

   
byte
*
 
str
;

   
byte
 
c
;

   
(
a
,
 
str
,
 
c
)
 
=
 
func
();

 
}

```